# Teodoro Balsamón
Teodoro Balsamón (en griego: Θεόδωρος Βαλσαμῶν) es un eclesiástico bizantino nacido en Constantinopla alrededor de 1130/1140, que murió en la misma ciudad alrededor de 1199 (entre 1195/1200). Está considerado el más eminente de los canonistas bizantinos, y fue elegido Patriarca de Antioquía en el exilio como Teodoro IV entre 1185 y 1191 por estar su sede ocupada por los Latinos.

## Biografía
Fue ordenado diácono de la Catedral de Santa Sofía de Constantinopla, nombrado nomofílax (νομοφύλαξ, "guardián de las leyes") y chartofílax (χαρτοφύλαξ , "archivero del Patriarcado) bajo el pontificado de Miguel III de Constantinopla (1170/1178). También fue el sacerdote principal de la iglesia de las Blanquernas, cerca del palacio imperial. De 1178 a 1183, bajo el Patriarca Teodosio I, estuvo a cargo de todos los juicios o casos eclesiásticos sometidos al Patriarcado. Realizó sus comentarios a petición del emperador Manuel I y del patriarca Miguel III, pero los dedicó al patriarca Jorge II de Constantinopla (Xifilín) (1191/1198). En 1193 se convirtió en Patriarca de Antioquía, aunque mantuvo su residencia en Constantinopla.

## Obra
Sus obras más importante son los 'escolios' (griego: Σχόλια, Scholia) (c. 1170), un comentario sobre el Nomocanon de Focio, un trabajo sobre un intento de imponer alguna coherencia entre las leyes y decretos imperiales con los eclesiásticos ortodoxos orientales, comisionado por el emperador Manuel I y el patriarca Miguel III. En sus escolios, Balsamón insiste en las leyes existentes, y se detiene en las relaciones entre los cánones y las leyes (constituciones eclesiásticas y civiles), dando precedencia a las primeras. Balsamón también compiló una colección de constituciones eclesiásticas (Syntagma) y escribió otras obras, muchas de las cuales se refieren al debate en curso entre las Iglesias orientales y occidentales tras el cisma de 1054. Dos de sus cartas fueron publicadas, una trata sobre el ayuno, y la otra sobre la admisión de novicios en los monasterios.
El legado principal de Balsamón ha sido la conservación del conocimiento del mundo mediante muchos documentos que han servido de fuente de la historia política y teológica bizantina, que de otra manera hubieran quedado por conocer. Sus comentarios son todavía referenciados por estudiantes del derecho canónico ortodoxo oriental, y se han publicado en una colección oficial de derecho canónico conocida como el Pedalion (en griego: Πηδάλιον, 'Timón', llamado así porque se entiende como una guía para "gobernar" la Iglesia). También estandarizó las prácticas litúrgicas en uso en la Iglesia Antioqueña, para adoptar el Rito bizantino y rechazar otros ritos orientales.

## Ediciones
Gentian Hervet publicó Scholia de Balsamón por primera vez en latín en París (1561), en Basilea (1562), en griego y latín en París (1615), y nuevamente en Basilea (1620). También se encuentra en Pandecta Canonum de Beveridge, Oxford, 1672 (P. G., cxxxvii-viii). De 1852 a 1860, Rhalli y Potli publicaron en Atenas una colección de fuentes del derecho canónico griego que contiene los comentarios de Balsamón. Migne publicó sus comentarios en su Patrologia Graeca, CIV, 441.